# Ortalis ruficauda
La ciacialaca culorossiccio (Ortalis ruficauda Jardine, 1847) è un uccello galliforme della famiglia dei Cracidi. È conosciuto come "guacharaca" in Venezuela e "cocrico" in Trinidad e Tobago, dove è anche l'uccello nazionale insieme all'ibis scarlatto e sullo stemma del Paese rappresenta l'isola di Tobago.

## Descrizione
La ciacialaca culorossiccio è un uccello di taglia media, simile nell'aspetto ai tacchini, con teste piccole, zampe lunghe e forti e una coda lunga e larga. Misurano tipicamente 53–58 cm di lunghezza; la femmina pesa 540 g e il maschio (più grande) 640 g. Hanno un piumaggio abbastanza opaco, marrone scuro sul dorso e più chiaro sul ventre. La testa è grigia e la coda marrone ha la punta rossastra o bianca a seconda della razza.

## Distribuzione e habitat
È diffuso nella Colombia nord-orientale, nel nord del Venezuela e nell'isola di Tobago in Trinidad e Tobago. È inoltre presente a Bequia e Union Island, nell'arcipelago delle Grenadine. La ciacialaca culorossiccio è una specie arboricola, che vive in boschi e foreste ma anche in ambienti più aperti e secchi.

## Biologia
Ortalis ruficauda è un uccello sociale, spesso osservato in gruppi familiari. Solitamente si sposta lungo i rami alla ricerca dei frutti e dei semi di cui si nutre, ma è anche un abile volatore che può decollare e volare in verticale. Nonostante ciò, preferisce non volare su lunghe distanze. Il nido è costruito con ramoscelli ed è situato nella parte bassa della chioma degli alberi. La femmina depone 3 o 4 grandi uova bianche, che cova da sola.
Come altre specie del genere Ortalis, la ciacialaca culorossiccio è una specie molto rumorosa, che è solita eseguire le sue vocalizzazioni all'alba. Il richiamo del maschio è un forte e basso ka-ka-rooki-rooki-ka, a cui risponde l'acuto watch-a-lak della femmina. I due richiami vengono spesso eseguiti più volte di seguito, in perfetta sincronia.

## Sottospecie
Esistono due sottospecie:
- O. r. ruficauda (Jardine, 1847) - Colombia nord-orientale, Venezuela settentrionale, Tobago e Isla Margarita
- O. r. ruficrissa ( Sclater e Salvin, 1870) - Colombia settentrionale e Venezuela nordoccidentale